# Брёл, брёл, брёл
«Брёл, брёл, брёл» — дебютный альбом российской группы «Неприкасаемые», вышедший в декабре 1994 года. В 2006 году журнал Play включил альбом в свой список «Лучшая музыка в СССР».

## Список композиций
1. Дорога под землю — 10:48
2. Без четверти восемь — 6:27
3. Эрегированный — 4:38
4. Ассоль — 8:59
5. Ольга — 5:03
6. Брёл, брёл, брёл — 5:42
7. Напои меня водой — 7:34
8. Непокорённая вера — 6:38

## Музыканты
- Гарик Сукачёв — вокал, акустическая гитара
- Анатолий Крупнов — бас, вокал
- Сергей Воронов — гитара, вокал
- Рушан Аюпов — клавишные, аккордеон, вокал
- Алексей Ермолин — саксофон, вокал
- Александр Казанков — этнические флейты, вокал
- Павел Кузин — ударные

В записи принимали участие:
- Джазовое трио оркестра п/у Олега Лундстрема
- Симфонический квинтет оркестра Гостелерадио

Записано на студии Дворца молодежи летом 1994 года.
- Звукорежиссёр: Юрий Борунков.
- Мастеринг: Олег Иванов.

## Критика
Максим Кононенко отмечал альбом как лучшую работу в творчестве Сукачева:

Игорь Сукачев как был «сантехником, сидящим на крыше», так им и остался. Но однажды и в его жизни был светлый миг — когда он собрал супергруппу «Неприкасаемые» и записал альбом «Брёл, брёл, брёл». Это был настолько невероятный для своего времени по качеству рок-н-ролл, что даже не верилось, что все это сделано в России.